# Halte Eindhoven Stadion
Halte Eindhoven Stadion is een eenvoudig perron bij het Philips Stadion in Eindhoven. Dit werd in 1990 gebouwd. 
Het is met een loopbrug verbonden aan het stadion. Het station bestaat uit slechts één perron, aan de zijde van het stadion. Treinen met voetbalsupporters vanuit de richting Eindhoven Strijp-S naar Eindhoven Centraal stoppen hier rondom sommige thuiswedstrijden van PSV. Ook wordt dit station soms gebruikt wanneer er in het stadion een concert wordt gegeven. Bij het verlaten van het stadion kan men alleen reizen in de richting van station Eindhoven Centraal.

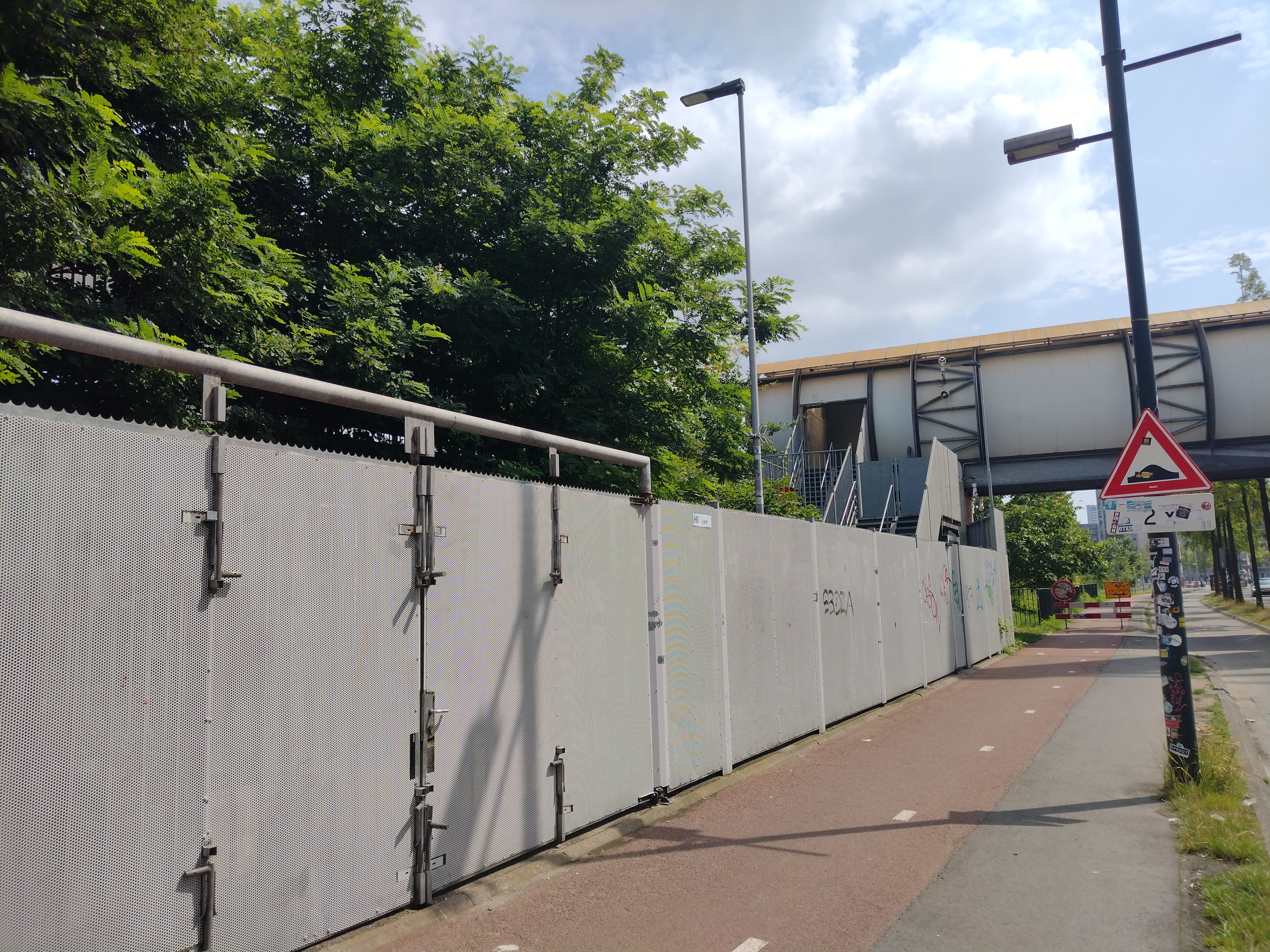
Afgesloten toegang naar het perron

Bergen op Zoom · 
Best · 
Boxmeer · 
Boxtel · 
Breda · 
-Prinsenbeek · 
Cuijk · 
Deurne · 
Eindhoven:
-Centraal · 
-Stadion · 
-Strijp-S ·
Etten-Leur · 
Geldrop · 
Gilze-Rijen · 
Heeze · 
Helmond · 
-Brandevoort ·
-Brouwhuis · 
-'t Hout · 
's-Hertogenbosch · 
-Oost · 
Lage Zwaluwe · 
Maarheeze · 
Oisterwijk · 
Oss ·
-West · 
Oudenbosch · 
Ravenstein · 
Roosendaal · 
Rosmalen · 
Tilburg · 
-Reeshof · 
-Universiteit · 
Vierlingsbeek · 
Vught · 
Zevenbergen
Voormalige stations: zie de lijst van voormalige spoorwegstations in Noord-Brabant